# B-majeur
B-majeur, B grote terts of B-groot (afkorting: B) is een toonsoort met als grondtoon b.

## Toonladder
De voortekening telt vijf kruisen: fis, cis, gis, dis en aïs. Het is de parallelle toonaard van gis-mineur.De enharmonisch gelijke toonaard van Fis-majeur is Ces-majeur.

## Bekende werken in B-majeur
- Das wohltemperierte Klavier (prelude en fuga nr. 23) - Johann Sebastian Bach
- Tien van de 104 symfonieën van Joseph Haydn: 35, 46, 51, 66, 68, 71, 77, 85, 98 en 102
- Pianotrio nr. 1 - Johannes Brahms
- Symfonie nr. 2 (1927) - Dmitri Sjostakovitsj
- Penny Lane - The Beatles
- Take a Chance on Me - ABBA
- Yellow - Coldplay
- Always With Me, Always With You - Joe Satriani
- You Are Not Alone - Michael Jackson
- Pride (In the Name of Love) - U2
- Faith - George Michael
- A Thousand Miles - Vanessa Carlton